# Por
La por o temor és una emoció que serveix per a avisar d'un possible perill. Si aquesta emoció és gran, s'anomena paüra, però també es pot dir feredat (o, col·loquialment, fredat).
La por es defineix clínicament com una pertorbació angoixant de l'ànim a causa d'un risc o dany real o imaginari. És també una aprensió que té algú que li passi alguna cosa contrària al que desitja.
La por és una emoció caracteritzada per un intens sentiment habitualment desagradable, provocat per la percepció d'un perill, real o suposat, present, futur o fins i tot passat.
Des del punt de vista biològic, la por és un esquema adaptatiu, i constitueix un mecanisme de supervivència i de defensa, sorgit per permetre a l'individu respondre davant situacions adverses amb rapidesa i eficàcia. En aquest sentit, és normal i beneficiosa per a l'individu i per la seva espècie. També la por pot ser un estímul per a poder reaccionar, o avisar d'algun perill vinent.

## Utilitat de la por
Va sorgir per qüestions adaptatives; la por permet a l'individu preparar-se per reaccionar en situacions adverses amb més rapidesa. Una bona gestió de la por inclou sentir-la al cos i escoltar-la; si no es fa, queda reprimida i pot generar problemes psicològics. La por continuada genera estrès, o "estrès bo", que posa en alerta les capacitats de la persona, fent que temporalment siguin majors a l'habitual. Al cap d'una hora i mitja, el cos necessita descansar i, de la mateixa manera que quan es fa massa exercici físic el cansament i el dolor avisen el cos que cal aturar-lo temporalment, quan és sotmès a estrès continuat segrega cortisol, que també l'empeny a aturar-se (amb cansament, manca de concentració, sentiment de desesperança, etc.): és el que popularment es coneix com a "estrès dolent" (tot i que no ho és, simplement compleix la seva funció), o tècnicament com a distrès.
Hi ha molts graus de por, els menors són la desconfiança i el temor, i els majors el terror o el pànic, que ja freguen els camps de la psiquiatria, com la fòbia irracional. Es pot manipular el comportament d'un grup social induint-lo a sentir por (vegeu política de la por).
La por pot ser un sentiment agradable i estimulant per a certes persones. En aquesta sensació, es basen moltes atraccions de fira, pel·lícules de terror, llibres i esports de risc.
Els problemes d'ansietat són aquells en els quals es pateix per alguna cosa que no està passant realment o en què hi ha una inquietud molt més intensa del que seria normal.

## Causants de la por
- Situacions noves i imprevistes.
- Possible pèrdua d'una cosa o ésser estimat.
- Criatures amenaçadores, monstres, criminals...
- Determinats animals.
- Situacions associades a un trauma viscut anteriorment.
- Dolor i mort.
- Altres persones desconegudes.
- Rebuig, menyspreu dels altres.

La por, a vegades, fa referència a coses inexistents, allò que pot esdevenir un perill, coses o accions que són perilloses en potència, a més de llegendes, coses que només existeixen dins la ment, i que pertanyen a la consciència col·lectiva, car es transmeten de persona a persona per llegendes i contarelles: és el que se solia denominar dins el folklore popular dels Països Catalans com la por. Així es deia, per exemple, que a tal casa hi sortia por, fent referència a fantasmes, o coses semblants. La por era l'extrem contrari dels elements fantasmagòrics benèfics: negrets, fades, semblants per tant a les bruixes.

### Medicina xinesa tradicional
La medicina xinesa tradicional considera que la por és deguda a un simple trastorn fisiològic dels ronyons, causat, en general, per l'absorció excessiva de líquids o de productes "massa yin", com ara el sucre refinat, medicaments o drogues.

## Trets físics
La por afecta el cos, que pateix un augment d'adrenalina, que modifica la seva conducta habitual (per exemple, pot disparar l'agressivitat com a mecanisme de defensa). Els ulls s'obren i les pupil·les es dilaten per estar més atents al possible perill, mentre que el rostre mostra signes de patiment o concentració. Augmenta el ritme cardíac i els músculs reben més oxigen per si han de moure's de pressa (la fugida és la reacció instintiva davant l'amenaça).
La por va sorgir com una emoció adaptativa: en activar l'alerta de l'organisme i la sensació d'amenaça, l'animal (i posteriorment, l'ésser humà) podien fugir o defensar-se d'un perill potencial.

## Tipus de por: el pànic i la preocupació

### El pànic
Apareix de cop, passatger i escandalós, caracteritzat per una sensació d'espant i angoixa i una sèrie de símptomes físics desagradables. Sol estar relacionat amb alguna cosa que esglaia molt, com per exemple una fòbia. Una fòbia és el pànic terrible que se sent davant un fet concret. Per tant, el pànic és una por terrible i intensa, però passatgera.

### La preocupació
És un estat emocional concret i passatger, és una sensació contínua d'intranquil·litat i nerviosisme provocada per una sèrie de pensament desagradables que no se'n van del cap.

## Característiques associades a la por

### Pensaments
Els pensaments que es tenen en el medi més “explosiu”, en el més continu i desgastador, giren al voltant de perills.
Els pensaments propis de les preocupacions acudeixen una vegada i una altra fins a monopolitzar l'atenció del subjecte durant el temps que duren aquestes, moltes vegades impedint-li gaudir d'altres coses o concentrar-se en la seva vida quotidiana, sense ser capaç de desconnectar d'allò que està reconeixent.

### Comportaments
Tipus d'actes que realitza una persona que pateix pors.
No hi ha res pitjor que ens etiquetin com a nerviosos, histèrics o porucs, perquè encara ens creiem més aquest paper i assumim aquest rol.

### Sentiments
Els sentiments que es tindran seran com a mínim d'intranquil·litat, d'inquietud contínua, però moltes vegades també d'angoixa i terror, o desesperació.
La por és una de les emocions més desestabilitzadores que pot patir l'ésser humà i només es pot comprendre quan es pateix.

### Símptomes físics
Els que experimentem en el nostre cos mentre sentim pànic: podem arribar a patir en l'àmbit corporal un atac de pànic o crisi d'angoixa. Els símptomes són: taquicàrdies, suors, tremolors, sensació d'ofegament, opressió en el pit, nàusees, canvis de temperatura, etc.
Les preocupacions es caracteritzen per símptomes físics: tensió muscular, tremolor, molèsties a l'estómac, falta d'aire, palpitacions, i d'altres.